# Donny Osmond
Donald Clark "Donny" Osmond (Ogden, Utah, 9 de diciembre de 1957) es un cantante, actor, personalidad radial y exídolo adolescente. Osmond también ha sido presentador de talk shows y programas de concursos, productor discográfico y autor. A mediados de los años sesenta, él y cuatro de sus hermanos mayores ganaron fama como The Osmonds. Osmond fue solista a principios de los años 70, cubriendo éxitos como «Go Away Little Girl» y «Puppy Love».
Durante más de treinta y cinco años, él y su hermana menor Marie han ganado fama como Donny & Marie, en parte debido al éxito de su programa de variedad homónimo entre 1976-79, que se emitió en ABC. El dúo también hizo un talk show entre 1998-2000 y se ha estado presentando en Las Vegas desde 2008.
En 1989, Osmond tuvo dos grabaciones de gran venta, la primera de las cuales, «Soldier of Love», fue inicialmente acreditado a un "artista misterioso" por algunas estaciones de radio.
A partir de julio de 1992, Osmond interpretó a Joseph en la producción Elgin Theatre de Toronto, Joseph and the Amazing Technicolor Dreamcoat. El musical entonces recorrió Norteamérica hasta 1998. El creador Andrew Lloyd Webber lo eligió para la versión cinematográfica de 1999.
En 2009, Osmond ganó la novena temporada de Dancing with the Stars. Osmond apareció como juez invitado en Strictly Come Dancing en la semana 3 (semana de película) de la serie 12.

## Primeros años
Osmond nació el 9 de diciembre de 1957 en Ogden, Utah, el séptimo hijo de Olive May (Davis de soltera; 4 de mayo de 1925–9 de mayo de 2004) y George Virl Osmond (13 de octubre de 1917–6 de noviembre de 2007). Él es hermano de Alan, Jay, Jimmy, Merrill, Wayne, Marie, Tom y Virl Osmond. Alan, Jay, Merrill, Wayne y Donny fueron miembros del popular grupo de canto The Osmonds (también conocidos como The Osmond Brothers). Osmond fue criado como miembro de La Iglesia de Jesucristo de los Santos de los Últimos Días en Utah junto con sus hermanos. Osmond ha rastreado parte de su ascendencia familiar de regreso a Merthyr Tydfil en Gales; su viaje fue documentado en el programa de BBC Wales, Donny Osmond Coming Home. En The One Show de la BBC, una placa fue descubierta en la ciudad para conmemorar "los antepasados de Donny Osmond". En su juventud, Osmond tuvo una licencia de radioafición, KA7EVD.

## Carrera musical

### Ídolo adolescente: 1971-1978

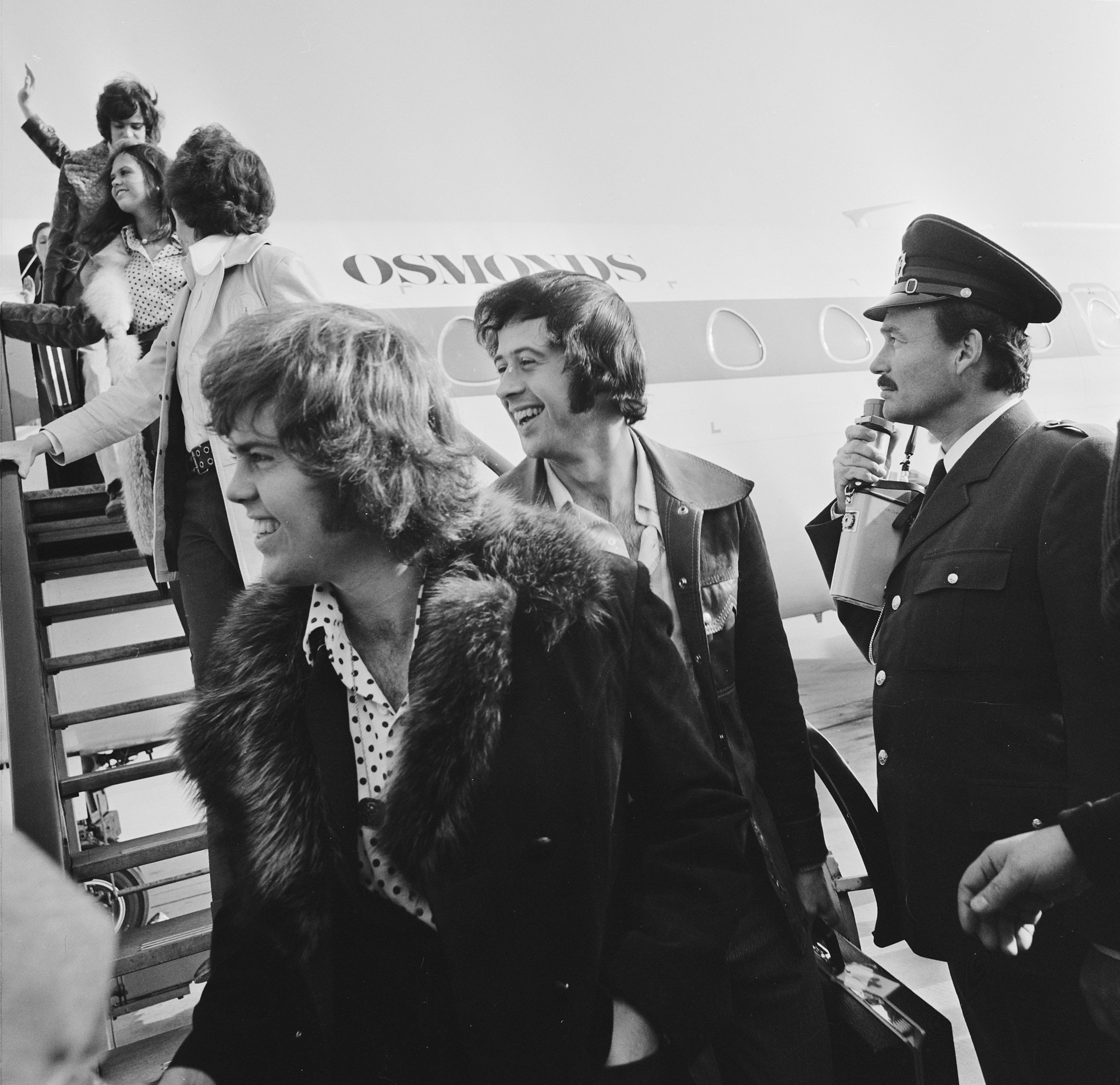
Los Osmonds en los Países Bajos (1973)

El padre de Andy Williams, Jay Emerson Williams, vio a los hermanos Osmond (Alan, Wayne, Merrill y Jay) actuar en un especial televisado de Disneyland como un cuarteto de barbería. En el corto plazo, el grupo fue invitado a una audición para The Andy Williams Show. Williams inicialmente tenía reservas acerca de la participación de niños en el programa, sin embargo, alentado por su padre a probarlos, demostraron en un corto período de tiempo que podían convertirse en un activo para el programa, y pronto se convirtieron en asiduos en el programa y ganaron popularidad rápidamente. En 1963, Donny Osmond hizo su debut en el espectáculo a la edad de 5 cantando «You Are My Sunshine».  Los hermanos continuaron actuando en el show a lo largo de los años 60 junto con una visita de su hermana Marie. A principios de los 70, los Osmonds, a través de la grabación y la gira casi constante, vendieron más de 80 millones de discos en un solo período de 12 meses, convirtiéndolos en los más exitosos de los primeros grupos de gira de los años setenta.
Osmond se convirtió en un ídolo adolescente a principios de los 70 como cantante solista, mientras continuaba cantando con sus hermanos mayores. Donny Osmond, Bobby Sherman y David Cassidy fueron las estrellas de pop más grandes de "Cover Boy" para la revista Tiger Beat a principios de los años setenta. Su primer éxito en solitario fue un cover de la grabación de Roy Orbison, «Sweet and Innocent» de 1958, que alcanzó el puesto 7 en los Estados Unidos en 1971. Los siguientes éxitos de Osmond «Go Away Little Girl» (1971) (#1 en Estados Unidos), «Puppy Love» (#3 en Estados Unidos) y «Hey Girl/I Knew You When» (#9 en Estados Unidos) (1972) lo elevaron a la fama internacional, ayudado por su aparición el 20 de noviembre de 1972 en el programa Here's Lucy, donde interpretó «Too Young» a la sobrina de Lucille Ball, interpretada por Eve Plumb y cantaba con Lucie Arnaz «I'll Never Fall in Love Again».

### Regreso: 1989-1990
En los años ochenta, Osmond se reinventó y abandonó la anterior imagen de televisión diseñada para atraer a los jóvenes espectadores. Hizo una improbable aparición como una de las celebridades y desconocidos que realizó una audición para cantar para el guitarrista Jeff Beck en el vídeo de 1985 de Beck "Ambitious" —que fue producido por Paul Flattery y dirigido por Jim Yukich— seguido en 1986 por un cameo igualmente improbable en el vídeo animado de Luis Cárdenas «Runaway». Pasó varios años como intérprete, antes de contratar a los servicios del gurú de música y entretenimiento Steven Machat, que consiguió que Osmond junto con el cantante y compositor inglés Peter Gabriel para ver si Machat y Gabriel podrían convertir la imagen de Osmond en un joven pop contemporáneo. Ellos tuvieron éxito, volviendo Osmond a las listas de los Estados Unidos en 1989 con la canción número 2 en el Billboard Hot 100, «Soldier of Love» y su top veinte «Sacred Emotion».  La campaña para comercializar «Soldier Of Love» recibió un aire considerable con el cantante presentado como un «artista de misterio» antes de que su identidad fuera revelada más tarde. Lanzando una extensa gira en apoyo de su álbum «Eyes Don't Lie», se alistó con Earth Wind & Fire y el guitarrista de Kenny Loggins, Dick Smith junto con el teclista Marc Jackson.
Osmond era a menudo reacio a realizar sus primeras canciones, en particular «Go Away Little Girl», pero se convenció de cantar la canción en vivo para Mark & Brian Christmas Show de KLOS-FM el 21 de diciembre de 1990. Ahora abraza su período de grabación inicial con cariño, y reconoce que sus muchos fanes en todo el mundo están siempre emocionados y agradecidos de escuchar sus primeros éxitos.

### Carrera musical actual: 1991-presente
Osmond fue el vocalista invitado en Dweezil Zappa, la versión estrella de «Stayin' Alive» de los Bee Gees que apareció en el álbum de Zappa de 1991 «Confessions». La canción también incluyó solos de guitarra de Zakk Wylde, Steve Lukather, Warren DeMartini, Nuno Bettencourt y Tim Pierce. Osmond cantó «No One Has To Be Alone», pero la canción fue escuchada al final de la película En busca del valle encantado 9: Travesía a los océanos. También cantó «I'll Make a Man Out of You» para la película de Disney Mulan.
En los años 2000, lanzó un álbum de Navidad, un álbum de sus canciones favoritas de Broadway, y una compilación de canciones de amor populares. En 2004, regresó al Reino Unido Top 10 por primera vez como artista en solitario desde 1973, con el sample de «Breeze On By» de George Benson, coescrito con el exídolo adolescente Gary Barlow, de la boy band de los años 1990 Take That, alcanzando el número 8.
El próximo álbum número 60 de «The Soundtrack of My Life» presenta una colección de covers con significado personal para Osmond. Se unió a Stevie Wonder para tocar la armónica en la canción «My Cherie Amour».

### Donny & Marie en Las Vegas
Después de que Marie participara en la temporada 5 de Dancing with the Stars en 2007, la pareja se unió para un compromiso limitado en Las Vegas en el MGM Grand Las Vegas. A partir de septiembre de 2008, Donny y Marie comenzaron a tocar en el showroom de 750 Flamingo Hotel. «Donny & Marie» es un espectáculo de 90 minutos. Los hermanos cantantes están respaldados por ocho bailarines y una banda de nueve piezas. Donny y Marie cantan juntos al principio y al final del show, y tienen segmentos en solitario. La sala de exposición del viejo estilo fue puesta al día en 2014 y retitulada como el Donny and Marie Theater. Osmond y el espectáculo obtuvieron tres de los premios Best of Las Vegas de Las Vegas Review-Journal en 2012 incluyendo «mejor espectáculo», «mejor intérprete de todo el mundo» (Donny & Marie) y «mejor cantante».  Osmond ganó «mejor cantante» por segunda vez en el premio Best of Las Vegas de Las Vegas Review-Journal en 2013. Recientemente extendieron su contrato hasta noviembre de 2016.

## Cine, radio y televisión

### Donny & Marie
En 1974, él y Marie copresentaron The Mike Douglas Show durante una semana, y más tarde se ofreció un espectáculo propio por Fred Silverman, The Donny & Marie Show una serie de variedades de televisión que se emitió en ABC entre 1976 y 1979. Osmond pensó que su programa debería haber continuado durante al menos otra temporada de televisión, y ha expresado su pesar por la cancelación del programa, en lugar de decidir cuándo llevar el programa a la conclusión.
Donny y Marie también copresentaron de un talk show juntos 20 años más tarde. Aunque las calificaciones eran altas y fueron nominadas para un premio Emmy por mejor programa de entrevistas, la serie fue finalmente cancelada. En un episodio de 1999 con Jefferson Starship promocionando su álbum «Windows of Heaven», los presentadores realizaron una versión de «Volunteers» en vivo con la banda.

### Otras oportunidades de presentador
Osmond pasó a ser el presentador de Pyramid una versión sindicada del programa de televisión presentado por Dick Clark que tuvo dos temporadas en los Estados Unidos de 2002 a 2004 y una versión británica de Pyramid en Challenge en 2007.
Osmond regresó a ABC para presentar The Great American Dream Vote, un reality show de primera hora y juegos que debutó en marzo de 2007. Después de ganar calificaciones mediocres en sus primeros dos episodios, el programa fue cancelado.
Osmond presentó la versión británica del programa de concursos Identity en BBC Two durante el día.
El 11 de abril de 2008, Osmond también presentó el concurso de 2008 de Miss USA junto con su hermana Marie de Las Vegas.
Osmond apareció en Entertainment Tonight como un comentarista que cubrió el programa Dancing with the Stars de ABC durante la carrera de su hermana Marie como concursante en la temporada 5 de la versión estadounidense del popular programa en el otoño de 2007. Fue visto en la semana 7 de la competición en lágrimas en la audiencia viendo Marie bailando una rumba después de que él padre de ambos murió.

### Radio
Osmond presenta un programa de radio sindicado en un acuerdo con McVay Syndication y Citadel Media. Versiones de The Donny Osmond Show salieron al aire a través de los Estados Unidos, Canadá, Australia y el Reino Unido.
La edición británica del programa es coproducida por la compañía de producción y distribución de radio Blue Revolution, con sede en Londres. A través de esta asociación la primera red del Reino Unido para llevar The Donny Osmond Show es propiedad de Celador The Breeze, que tiene puntos de venta en Portsmouth, Southampton, Isla de Wight, Winchester, Bridgwater y West Somerset, Brístol, Bath y Warminster. A partir de enero de 2012, The Donny Osmond Show ya no está transmitiendo en The Breeze.

### Música
Osmond se menciona en la letra de la canción "Department of Youth" de Alice Cooper en el álbum Welcome to My Nightmare. A medida que la canción se desvanece, se puede escuchar a Cooper preguntando al coro de jóvenes que lo respalda: "¿Quién tiene el poder?". a lo que una multitud de jóvenes grita "¡Sí!" Después de un par de repeticiones, esto cambia a "Tenemos el poder" con una respuesta alentadora. En la repetición final, Cooper cambia la pregunta a "... ¿y quién te lo dio?" La multitud responde: "¡Donny Osmond!" Cooper luego responde "¡¿Qué ?!". 
Osmond aparece en la canción "Start the Par-dee" con Lil Yachty, escrita como promoción de la receta antigua de raviolis del chef Boyardee. Su frase más icónica es "Mi nombre es Donny O y sabes que amo mis ravios".

### Teatro musical
Su primera incursión en el teatro musical de Broadway fue el papel principal en un renacimiento del espectáculo de George M. Cohan de 1904, Little Johnny Jones. Osmond reemplazó a otro antiguo ídolo adolescente, David Cassidy, que dejó el programa mientras estaba en su gira pre-Broadway. Después de 29 previstas y sólo 1 actuación, el show cerró el 21 de marzo de 1982.
Osmond encontró éxito en el teatro musical a través de la mayor parte de los años 90 cuando él estuvo en Joseph and the Amazing Technicolor Dreamcoat para más de 2000 presentaciones. Durante sus actuaciones para el musical, sufrió de trastorno de ansiedad social, lo que le causó sentirse mareado y extremadamente nervioso durante sus actuaciones. En 1997, Osmond dejó su papel protagonista en la gira para participar con su familia en el elenco de Hill Cumorah Pageant.
Regresó a Broadway el 19 de septiembre de 2006, en el papel de Gaston en La bella y la bestia de Disney. Estaba programado para actuar durante nueve semanas, pero debido a la demanda popular extendió su carrera hasta el 24 de diciembre. Liz Smith, del New York Post, escribió: «Estoy aquí para decirle que es encantadoramente atractivo, guapo y grandioso como el villano 'Gaston', modelado según nuestro viejo amigo Elvis», y notando que «Donny es divino». El 29 de julio de 2007, Osmond jugó a Gastón otra vez para el funcionamiento final de La belleza y de la bestia.
Osmond y su hermana Marie protagonizaron una producción navideña llamada Donny & Marie – A Broadway Christmas, que originalmente debía tocar en Broadway en el Marquis Theatre del 9 al 19 de diciembre de 2010. El espectáculo se extendió hasta el 30 de diciembre de 2010 y de nuevo hasta el 2 de enero de 201. Donny & Marie – Christmas in Chicago se presentó en el Ford Center para el Teatro Oriental de las Artes Escénicas en Chicago del 6 al 24 de diciembre de 2011. It was similar to the 2010 Broadway show. Fue similar al show de Broadway 2010. En diciembre de 2014, volvieron a realizar un espectáculo similar en Broadway, recibiendo críticas muy positivas.

### Películas
En la serie de televisión animada Johnny Bravo, Osmond se expresó como un personaje recurrente. También ha participado en numerosos programas de televisión como Friends, Diagnosis: Murder y Hannah Montana. También apareció en un comercial de Pepsi Twist durante el Super Bowl con su hermana Marie, y Ozzy y Sharon Osbourne. En 1982, coprotagonizó junto a Priscilla Barnes y Joan Collins en la película de televisión  The Wild Women of Chastity Gulch por Aaron Spelling.
En 1978 apareció en Goin' Coconuts con su hermana Marie.
En 1998, Osmond fue elegido para ser la voz cantante de Shang en Mulan de Disney. El cantó «I'll Make a Man Out of You».
También en 1999, protagonizó a Joseph en la versión cinematográfica de Joseph and the Amazing Technicolor Dreamcoat por la petición de Andrew Lloyd Webber quien dijo, «para mí no hay mejor selección».
En 2002 cantó «No One Has To Be Alone» para los créditos finales de En busca del valle encantado 9: Travesía a los océanos.
En Bob el constructor, interpretó a Jackaroo la camioneta.
Osmond comentó en una entrevista recientemente que con su aparición en la película College Road Trip y las próximas apariciones en dos Disney Channel muestra que iba a llegar a un círculo completo, ya que él y su familia fueron descubiertos por Walt Disney.
Osmond aparece en el vídeo musical de la canción "White & Nerdy" de "Weird Al" Yankovic. La canción es una parodia de «Ridin'» de Chamillionaire; el papel de Osmond es análogo al de Krayzie Bone en el video original. Yankovic le pidió a Osmond que apareciera porque «si tienes que tener un icono blanco y nerd en tu vídeo, ¿con quién más vas?».

### Dancing with the Stars
Osmond participó en la temporada 9 del reality show de baile Dancing with the Stars. Él fue emparejado con la bailarina profesional Kym Johnson. La pareja de baile se convirtió en finalista en la competencia, y lograron convertirse en los ganadores el 24 de noviembre de 2009.
| 1                                                                    | Foxtrot / «All That Jazz»                               | 7                        | 6                        | 7                        | Salvados  |
| 1                                                                    | Salsa relay / «Get Busy»                                | Ganaron 10 puntos extras | Ganaron 10 puntos extras | Ganaron 10 puntos extras | Salvados  |
| 2                                                                    | Jive / «Secret Agent Man»                               | 8                        | 91                       | 8                        | Salvados  |
| 3                                                                    | Rumba / «Endless Love»                                  | 7                        | 7                        | 7                        | Salvados  |
| 4                                                                    | Charlestón / «Put a Lid on It»                          | 8                        | 8                        | 8                        | Salvados  |
| 5                                                                    | Tango argentino / «Tango a Pugliese»                    | 10                       | 9                        | 10                       | Salvados  |
| 5                                                                    | Grupo Hustle / «The Hustle»                             | Puntos extras no dados   | Puntos extras no dados   | Puntos extras no dados   | Salvados  |
| 6                                                                    | Jitterbug / «Choo Choo Ch'Boogie»                       | 8                        | 8                        | 8                        | Salvados  |
| 6                                                                    | Maratón de Mambo / «Ran Kan Kan»                        | Ganaron 7 puntos extras  | Ganaron 7 puntos extras  | Ganaron 7 puntos extras  | Salvados  |
| 7                                                                    | Quickstep / «Sing, Sing, Sing (With a Swing)»           | 8                        | 8                        | 8                        | Salvados  |
| 7                                                                    | Equipo Tango / «You Give Love a Bad Name»               | 9                        | 9                        | 10                       | Salvados  |
| 8                                                                    | Vals vienés / «You Don't Know Me»                       | 9                        | 8                        | 9                        | Salvados  |
| 8                                                                    | Pasodoble / «You Spin Me Round (Like a Record)»         | 8                        | 8                        | 8                        | Salvados  |
| 9 (Semifinal)                                                        | Tango / «Black and Gold»                                | 7                        | 7                        | 7                        | Salvados  |
| 9 (Semifinal)                                                        | Samba / «One Bad Apple»                                 | 8                        | 9                        | 9                        | Salvados  |
| 9 (Semifinal)                                                        | Jitterbug / «Jump Shout Boogie»                         | 9                        | 9                        | 9                        | Salvados  |
| 10 (Final)                                                           | Chachachá / «September»                                 | 9                        | 9                        | 9                        | Ganadores |
| 10 (Final)                                                           | Megamix / «You and Me», «Whenever, Wherever» & «Maniac» | Ganaron 28 puntos extras | Ganaron 28 puntos extras | Ganaron 28 puntos extras | Ganadores |
| 10 (Final)                                                           | Freestyle / «Back in Business»                          | 10                       | 10                       | 10                       | Ganadores |
| 10 (Final)                                                           | Tango argentino / «Tango a Pugliese»                    | Ganaron 30 puntos extras | Ganaron 30 puntos extras | Ganaron 30 puntos extras | Ganadores |
| 1Puntaje dado por el juez invitado Baz Luhrmann en lugar de Goodman. |                                                         |                          |                          |                          |           |

En la temporada 18, Osmond fue juez invitado de la semana 5 en la Noche de Disney. Nuevamente, el apareció como juez invitado en la serie 12 de la versión británica del programa, Strictly Come Dancing, de la semana 3 en la semana de películas.
En la temporada 24, Osmond regresó a Dancing with the Stars como artista invitado para interpretar «I'll Make a Man Out of You» en la Noche de Disney, en el baile de pasodoble de la pareja participante conformada por Normani Kordei y Valentin Chmerkovskiy.

## Imagen pública
Osmond afirma que ha tenido una enorme lucha por la imagen pública desde que Donny & Marie terminó en 1979. Ha sido descrito como "unhip", como un "boy scout", y ha sido el punto de innumerables bromas, incluyendo aparecer en el video "White & Nerdy" a petición de su amigo Al Yankovic, ya que era "el hombre más blanco en el que pudo haber pensado".
Su imagen ha parecido una responsabilidad tal que un publicista profesional incluso sugirió que Osmond fuese arrestado por posesión de drogas para cambiar su imagen. Las denuncias penales afectarían su vida familiar. Estaba considerando cómo su nueva imagen pública podría ser explicada a sus hijos, sobrinos y sobrinas. Finalmente, él rechazó la idea.
En marzo de 2010, Osmond criticó a Lady Gaga y Beyoncé por el uso de blasfemias y sexo en el vídeo musical de «Telephone».

## Vida personal

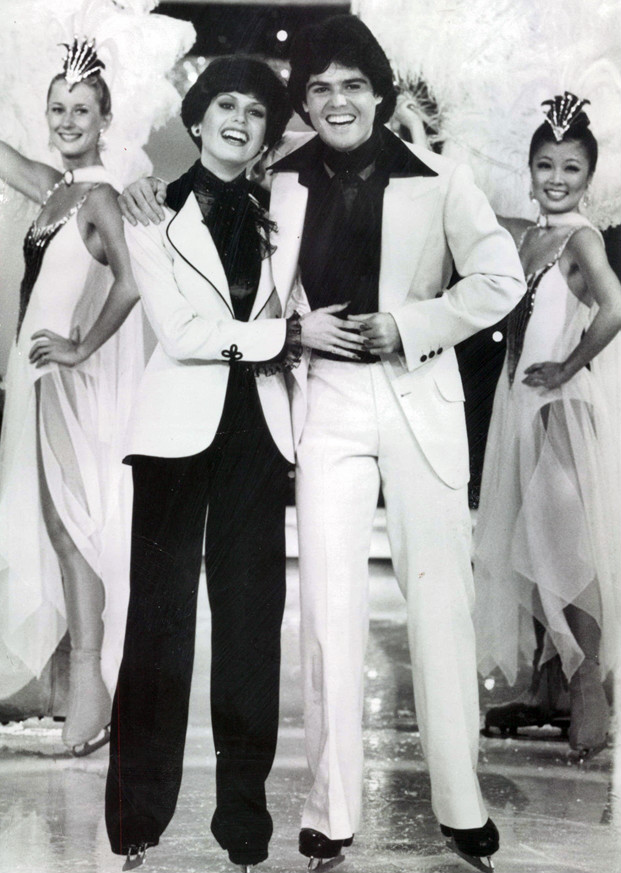
Donny y Marie Osmond en un show en 1977.

Osmond se casó con Debra Glenn (nacida en Billings, Montana el 26 de febrero de 1959) el 8 de mayo de 1978,  la ceremonia fue celebrada en el Templo de Salt Lake City a la edad de 20 años. Juntos tuvieron cinco hijos: Donald Clark Osmond, Jr. (nacido en 1979), Jeremy James Osmond (nacido en 1981), Brandon Michael Osmond (nacido en 1985), Christopher Glenn Osmond (nacido en 1990) y Joshua Davis Osmond (nacido en 1998).
Osmond se convirtió en abuelo el 21 de agosto de 2005, cuando su segundo hijo Jeremy y su nuera Melisa (casados en 2002) tuvieron a su hijo Dylan James Osmond. Más tarde tuvieron a su hija Emery Anne (nacida en 2008) y el segundo hijo Ryder James (nacido en 2013). El tercer hijo de Osmond, Brandon, se casó con Shelby Hansen en 2008. El hijo de ellos, Daxton Michael, nació el 28 de junio de 2010. El segundo hijo de Brandon y Shelby, Tayte Darton Osmond, nació el 1 de agosto de 2012. Su tercer, Benson Stanley, nació en noviembre de 2014. El hijo mayor de Donny, Donald Jr., se casó con Jessica Nelson el 1 de octubre de 2010, en el Templo de la Montaña Oquirrh, la pareja tuvo su primer hijo, Truman Clark Osmond, el 9 de enero de 2013.
Como el resto de su familia, es miembro de La Iglesia de Jesucristo de los Santos de los Últimos Días. En retrospectiva, ha escrito, «Hubiera sido bueno poder haber cumplido una misión regular de tiempo completo, pero cuando yo tenía esa edad, mi carrera era tal que todos, incluidos mis padres y los líderes de la iglesia, pensaban que podía hacer mucho del bien en el mundo al seguir estando en el ojo público, viviendo una vida ejemplar y compartiendo mis creencias en todo lo que pude». Él continúa compartiendo sus creencias en una porción extensa de las letras y de los comentarios de su web site.
Después de la Proposición 8 en California, que recibió un gran apoyo Mormón, Osmond declaró que se opone al matrimonio entre personas del mismo sexo, pero que no condena la homosexualidad. Él cree que los homosexuales y las lesbianas deben ser aceptados en la iglesia si permanecen célibes.
Declaró en su página web:

Todos determinamos para nosotros mismos lo que es correcto y lo que no es correcto para nuestras propias vidas y cómo vivimos los mandamientos de Dios. Yo no soy un juez y nunca juzgaré a nadie por las decisiones que tomen a menos que estén causando daño a otra persona. Amo a mis amigos, incluyendo a mis amigos homosexuales. Todos somos hijos de Dios. Es su elección, no la mía, sobre cómo conducen sus vidas y eligen vivir los mandamientos según los dictados de su propia conciencia.

Los dos hermanos mayores de Osmond son sordos y su sobrino tiene dificultad de audición. Ha hablado de la experiencia de crecer con sus hermanos y de su uso del lenguaje de señas al interpretar juntos:

Mi hermano mayor nació un 85 por ciento sordo y el siguiente nació peor con sordera casi total. Mis padres fueron informados por todos, los médicos incluidos, de dejar de tener hijos. ¡Gracias a Dios, por lo menos llegaron hasta siete! De todos modos, decidieron que no iban a tratar a mis hermanos de manera diferente (o reducir sus expectativas). Mis hermanos hablan y se comunican verbalmente. También firman y tienen que bajar bastante bien. De hecho, usamos el lenguaje de señas cuando estábamos actuando juntos como un grupo. Hay un número que hicimos en el Show de Donny & Marie, fue increíble, incluso cuando lo grabábamos. Era un número de producción enorme y mis hermanos aprendieron la rutina. Obviamente no podían escuchar la música, pero podían sentir el ritmo y nos observaban por el rabillo del ojo para asegurarse de que seguían en el ritmo.

## Discografía
- The Donny Osmond Album (1971)
- To You with Love, Donny (1971)
- Portrait of Donny (1972)
- Too Young (1972)
- Alone Together (1973)
- A Time For Us (1973)
- Donny (1974)
- Disco Train (1976)
- Donald Clark Osmond (1977)
- Donny Osmond (1989)
- Eyes Don't Lie (1990)
- Four (1997)
- This is the Moment (2001)
- Christmas At Home (2001)
- Somewhere in Time (2002)
- What I Meant to Say (2004)
- Love Songs of the 70s (2007)
- The Soundtrack Of My Life (2014)

## Filmografía

### Televisión
| Año                                           | Título                                | Papel             | Notas                                                                                             |
| --------------------------------------------- | ------------------------------------- | ----------------- | ------------------------------------------------------------------------------------------------- |
| 1963-1970                                     | The Andy Williams Show                | The Osmonds       | Múltiples episodios                                                                               |
| 1976-1979                                     | Donny & Marie                         | Varios personajes | 78 episodios                                                                                      |
| 1995                                          | Fantasma del Espacio de costa a costa | El mismo          | Episodio: «Fire Drill»                                                                            |
| 1997-2004                                     | Johnny Bravo                          | El mismo          | 3 episodios                                                                                       |
| 1998-2000                                     | Donny & Marie                         | El mismo          | Todos los episodios                                                                               |
| 1998-2000                                     | El rey de Queens                      | El mismo          | 2 episodios                                                                                       |
| 1999-2000, 2008                               | Concurso Miss America                 | Copresentador     |                                                                                                   |
| 1999                                          | Diagnóstico Crimen                    | El mismo          | Episodio: «The Mouth That Roared»                                                                 |
| 2002-2004 (Estados Unidos) 2007 (Reino Unido) | Pyramid                               | Presentador       | Todos los episodios                                                                               |
| 2007                                          | The Great American Dream Vote         | Presentador       | 2 episodios                                                                                       |
| 2007 (Reino Unido)                            | Identity                              | Presentador       | Todos los episodios                                                                               |
| 2007                                          | Entertainment Tonight                 | Commentarista     | Varios episodios                                                                                  |
| 2008                                          | Hannah Montana                        | Cameo             | Episodio: «We're All on This Date Together»                                                       |
| 2009                                          | Handy Manny                           | Agricultor        | «Handy Manny's Motorcycle Adventure»                                                              |
| 2009, 2014, 2017                              | Dancing with the Stars                | Cuncursante       | Contestant de la temporada 9 Juez invitado de la temporada 18 Artista invitado en la temporada 24 |
| 2014                                          | Strictly Come Dancing                 | Juez invitado     | Semana de película de la serie 12                                                                 |

### Películas
| Año  | Título                                       | Papel            | Notas                                           |
| ---- | -------------------------------------------- | ---------------- | ----------------------------------------------- |
| 1978 | Goin' Coconuts                               | Donny            | Largometraje                                    |
| 1982 | The Wild Women of Chastity Gulch             | Frank Isaacs     | Película de televisión                          |
| 1985 | Ambitious                                    | Cameo            | Vídeo musical de Jeff Beck                      |
| 1998 | Mulan                                        | Capitán Li Shang | Solo voz cantada («I'll Make a Man Out of You») |
| 1999 | Joseph and the Amazing Technicolor Dreamcoat | Joseph           | Película directa a vídeo                        |
| 2006 | White & Nerdy                                | Cameo/Bailarín   | Video musical de "Weird Al" Yankovic            |
| 2008 | Un Viaje de Aquellos                         | Doug Greenhut    | Largometraje                                    |